# Chaetostomella sphenellina
Chaetostomella sphenellina är en tvåvingeart som beskrevs av Erich Martin Hering 1939. Chaetostomella sphenellina ingår i släktet Chaetostomella och familjen borrflugor. Inga underarter finns listade i Catalogue of Life.